# Bocaiuva do Sul
Bocaiúva do Sul es un municipio brasileño del estado de Paraná. Su población en 2010 es de 11 005 habitantes de acuerdo con el censo, siendo el 177.º más poblado del estádo. 

## Etimología
El nombre del municipio es en homenaje al ilustre público, republicano e historiador, Quintino de Souza Bocaiúva.